# George Bell
George Kennedy Allen Bell (født 4. februar 1883, død 3. oktober 1958) var britisk teolog, biskop i Church of England (den anglikanske kirke) og en fremtrædende repræsentant for den økumeniske bevægelse i begyndelsen af 1900-tallet. Han var modstander af den engelske luftkrigsstrategi under anden verdenskrig og er især kendt for sit freds- og forsoningsarbejde. Han er en anglican saint.
Bell blev 1924 domprovst i Canterbury og 1929 biskop i Chichester. Han var virksom i de kirkelige økumeniske bestræbelser og var medlem af den britiske delegation ved Stockholm-mødet 1925 ved dannelsen af Universal Christian Council for Life and Work ("Økumenisk Råd for praktisk Kristendom", Life and Work). Bell stod for den engelske officielle redegørelse for mødet, The Stockholm conference. 
Bell arbejdede blandt andet sammen med den tyske præst Dietrich Bonhoeffer og den danske biskop Valdemar Ammundsen, der 1934 var vært ved Det økumeniske kirkemøde på Fanø, om at støtte bekendelsesfløjen mod Deutsche Christen i Den tyske evangeliske kirke.
August 1948 blev Kirkernes Verdensråd dannet af blandt andet Life and Work og Faith and Order og Bell valgt til formand for centralkomitéen og ærespræsident ved den anden samling 1954 i Evanston (Illinois). Sensommeren 1958 modtog Bell en invitation til det første møde for Konferencen for Europæiske Kirker pǻ Hotel Nyborg Strand, men døde 3. oktober inden afholdelsen.